# 5 EP
5 EP es el segundo EP realizado por la banda de shoegazing Slowdive. La grabación estuvo bajo la edición del sello discográfico Creation Records, y fue lanzado 22 de noviembre de 1993.

## Canciones
1. In Mind – 3:45
2. Good Day Sunshine – 5:08
3. Missing You – 4:16
4. Country Rain – 5:23